# Silver Side Up Tour
Silver Side Up Tour – trasa koncertowa kanadyjskiej formacji rockowej Nickelback, promująca trzecią studyjną płytę zespołu, zatytułowaną „Silver Side Up”. Jest to pierwsza trasa zespołu, gdzie grupa zagrała poza granicami Stanów Zjednoczonych. Tym razem zespół wystąpił w Europie, Australii, oraz Japonii. Wraz z trasą „All the Right Reasons Tour”, pod względem liczby zagranych koncertów jest najdłuższą trasą w historii zespołu.
Trasa została upamiętniona na pierwszym koncertowym DVD zespołu, pt. „Live at Home”. Materiał został zarejestrowany podczas koncertu w Rexall Place w Edmonton, 25 stycznia 2002 roku. DVD ukazało się na rynku w październiku. Jako support, przed zespołem występował znany gitarzysta z grupy Alice in Chains, Jerry Cantrell. Występował on ze swoim solowym projektem. Jako support występowały także zespoły Default, Greenwheel, Epidemic oraz Familiar 48. Podczas trasy, grupie towarzyszył także zespół Creed. Dzięki samej płycie, jak i trasie, zespół Nickelback stał się najpopularniejszym zespołem w Kanadzie, oraz jednym z najbardziej popularnych w Stanach Zjednoczonych. Z okazji koncertów grupy w Japonii, wytwórnia Roadrunner wydała na tamtejszym rynku kompilacyjny album pt. „Three Sided Coin”.
W roku 2001 zespół zagrał 80 koncertów podczas trasy przedpremierowej. Trasa obejmowała Stany Zjednoczone, Niemcy, Australię oraz Kanadę. W ramach tej trasy zespół wystąpił min. na festiwalu Bizarre w niemieckim Weeze, oraz na scenie Hard Rock Live w Orlando. 16 stycznia 2002 roku koncertem w kanadyjskiej miejscowości Victoria zespół rozpoczął trasę „Silver Side Up Tour”. Trasa oficjalnie zakończyła się koncertem w Dublinie 4 grudnia. Łączna liczba koncertów wyniosła 145.

## Rozpiska trasy
Trasa oficjalnie została podzielona na 9 etapów. Pierwszy etap rozpoczął się 16 stycznia koncertem w Victorii i liczył łącznie 17 koncertów (16 w Kanadzie i 1 w Stanach). Zakończył się 6 lutego w Montrealu. Drugi etap trasy rozpoczął się koncertem 12 lutego w Londynie i obejmował 23 koncerty w Europie. Zakończył się w Monachium 18 marca. Trzeci etap obejmował koncerty wyłącznie w Stanach Zjednoczonych. Rozpoczął się koncertem w Roseville 4 kwietnia, i zakończył 18 maja w Salem. Liczył łącznie 26 koncertów. Czwarty etap (najkrótszy tej trasy) rozpoczął się 24 maja i obejmował dwa koncerty w Japonii. Zakończył 25 maja. Piąty etap (najdłuższy tej trasy) liczył w sumie 38 koncertów. Rozpoczął się 28 maja koncertem w San Francisco a zakończył 27 lipca w Latrobe. Szósty etap trasy rozpoczął się w Europie, koncertem w niemieckim Weeze 16 sierpnia, a zakończył 31 sierpnia w Konstancji. Liczył łącznie 8 koncertów. Siódmy etap objął koncerty w Stanach. Zaczął się w Blackfoot 5 września, a zakończył 29 września w San Francisco. Liczył w sumie 14 koncertów. Przedostatni, ósmy etap trasy objął Australię oraz Kanadę. Zaczął się koncertem w Brisbane 5 października, a zakończył 25 października w Vancouver. W sumie liczył 5 koncertów. Ostatni, dziewiąty etap trasy odbył się w Europie. Zaczął się 20 listopada od koncertu w Hamburgu, a zakończył 4 grudnia koncertem w Dublinie w Irlandii. Łącznie liczył 11 koncertów.

## Koncerty przedpremierowe
Źródło
- 05/08/01  Portland – Festival
- 15/08/01  Stuttgart – Rohre
- 16/08/01  Monachium – Metropolis
- 17/08/01  Erfurt – Highfield
- 18/08/01  Weeze – Bizarre Festival
- 20/08/01  Brema – Schlahthof
- 21/08/01  Dortmund – Soundgarden
- 22/08/01  Frankfurt – Aschaffanburg
- 23/08/01  Hamburg – Schlachtof
- 24/08/01  Berlin – Knaack
- 25/08/01  Fort York – Humble & Fred's Summer Cookout
- 31/08/01  Saint Paul – Minnesota State Fair
- 01/09/01  Bonner Springs – Sandstone Amphitheatre
- 02/09/01  Maryland Heights – Riverport Amphitheatr
- 03/09/01  Chicago – House of Blues
- 04/09/01  Cleveland – Cleveland State University Convocation
- 06/09/01  Fort Wayne – Allen Co. Mem.Coliseum
- 07/09/01  Burgettstown – Post-Gazette Pavilion at Star Lake
- 08/09/01  Clarkston – DTE Energy Music Cen.
- 10/09/01  Cincinnati – Riverbend Music Cen.
- 11/09/01  York – York Fair Grandstand
- 12/09/01  Lexington – Rupp Arena
- 15/09/01  Charlotte – Riverport Amphitheatre
- 16/09/01  Virginia Beach – Verizon Wireless Music Center
- 17/09/01  Waszyngton – 9:30 Club
- 19/09/01  Orlando – Hard Rock Live
- 20/09/01  Orlando – Hard Rock Live
- 20/09/01  Atlanta – Hi Fi Buys Amphitheatre
- 22/09/01  Huntington – Harris Riverfront Park
- 27/09/01  Chattanooga – The Bay
- 29/09/01  Greenville – Briley's Farm
- 30/09/01  Peoria – Peoria Sports Complex
- 01/10/01  Nowy Orlean – House Of Blues
- 03/10/01  Austin – Stubb's BBQ
- 04/10/01  San Antonio – Sunset Station
- 05/10/01  Dallas – Canyon Club
- 06/10/01  Lubbock – The Pavilion
- 07/10/01  Amarillo – Southbeach
- 08/10/01  Los Angeles – J. Leno Show
- 09/10/01  Tucson – Rialto Theater
- 10/10/01  Las Vegas – House Of Blues
- 11/10/01  Los Angeles – Rockline
- 11/10/01  Los Angeles – Key Club
- 17/10/01  Sydney – Metro Theater
- 19/10/01  Melbourne – The Mercury Lounge
- 30/10/01  Seattle – Showbox
- 31/10/01  Portland – Crystal Ballroom
- 30/10/01  Seattle – Showbox
- 01/11/01  Boise – Big Easy
- 02/11/01  Salt Lake City – DVS
- 03/11/01  Englewood – Gothic Theater
- 04/11/01  Los Angeles – Whisky A Go Go
- 05/11/01  Lincoln – Royal Grove
- 06/11/01  Fargo – Playmaker’s
- 07/11/01  Duluth – NorShor Theater
- 09/11/01  Wausau – Bases Loaded
- 10/11/01  Milwaukee – The Rave
- 11/11/01  Minneapolis – Quest Club
- 13/11/01  Saint Louis – The Pageant
- 14/11/01  Kansas City – Beaumont Club
- 15/11/01  Tulsa – Brady Theater
- 16/11/01  Lubbock – Cattleguard Pavilion
- 17/11/01  The Woodlands – C.W. Mitchell Pav.
- 20/11/01  Birmingham – Five Points Music Hall
- 21/11/01  Atlanta – Tabernacle
- 23/11/01  Cincinnati – Bogarts
- 24/11/01  Louisville – Jillian's
- 25/11/01  Detroit – State Theater
- 26/11/01  Mt. Pleasant – Rose Arena
- 26/11/01  Toronto – Hard Rock Cafe
- 29/11/01  Boston – Avalon
- 30/11/01  Nowy Jork – Hammerstein Ballroom
- 01/12/01  Fairfax – Patriot Center
- 04/12/01  Savannah – Johnny Mercer Theater
- 06/12/01  Lake Buena Vista – House of Blues
- 07/12/01  Tampa – USF Special Events Center
- 08/12/01  Sunrise – Sunrise Musical Theatre
- 09/12/01  Los Angeles – Universal Amphitheatre
- 11/12/01  Pittsburgh – Metropole
- 14/12/01  Portland – Cumberland Co. Civic Cen.
- 31/12/01  Vancouver – Plaza Of Nations

## Setlista
Utwory grane podczas trasy koncertowej:
- "Breathe"
- "Cowboy Hat" (grany sporadycznie)
- "Leader of Men"
- "Old Enough"
- "Worthy to Say"
- "One Last Run"
- "Not Leavin' Yet" (grany sporadycznie)
- "Never Again"
- How You Remind Me"
- Woke Up This Morning"
- "Too Bad"
- "Hollywood"
- "Money Bought"
- "Where Do I Hide"
- "Hangnail"
- "Good Times Gone" (grany sporadycznie)
- "Figured You Out"
- "Do This Anymore"
- "Hero"
- "Next Contestant"

Covery:
- "Would?" (Alice in Chains cover feat. Jerry Cantrell)
- "Rooster" (Alice in Chains cover feat. Jerry Cantrell)
- "It Ain’t Like That" (Alice in Chains cover feat. Jerry Cantrell)
- "Super Bon Bon" (Soul Coughing cover)
- "Mistake" (Big Wreck cover)
- "The Four Horsemen" (Metallica cover)
- "Love Will Keep Us Together" (Captain'n'Teneal cover)

## Zespół
Nickelback
- Chad Kroeger – śpiew, gitara prowadząca
- Ryan Peake – gitara rytmiczna, wokal wspierający
- Mike Kroeger – gitara basowa
- Ryan Vikedal – perkusja, wokal wspierający

Ekipa
- Kevin Zaruk – tour manager
- Chris Wilmot – ochrona
- Chris Louben – ochrona

## Zarejestrowane albumy
- DVD "Live at Home", wydane w roku 2002. Zarejestrowane podczas koncertu w Rexall Place w Edmonton w dniu 25 stycznia.

## Silver Side Up Tour

### Ameryka Północna
- I Etap: 16 stycznia – 6 lutego 2002

- 16/01/02  Victoria – Memorial Arena
- 17/01/02  Victoria – Memorial Arena
- 19/01/02  Toronto – Hard Rock Cafe
- 20/01/02  Kelowna – Skyreach Place
- 21/01/02  Prince George – Prince George Multiplex
- 23/01/02  Grande Prairie – Canada Games Arena
- 24/01/02  Calgary – Stampede Corral
- 25/01/02  Edmonton – Rexall Place (koncert "Live at Home")
- 27/01/02  Lethbridge – Enmax Centre
- 28/01/02  Regina – Regina Agridome
- 29/01/02  Winnipeg – Winnipeg Arena
- 31/01/02  Big Rapids – Wink Arena
- 01/02/02  Toronto – Kool Haus
- 02/02/02  Toronto – Kool Haus
- 03/02/02  Ottawa – Ottawa Congress Centre
- 05/02/02  Montreal – Metropolis
- 06/02/02  Montreal – Musique Plus Studio Montreal, PQ

### Europa
- II Etap: 12 lutego – 18 marca 2002

- 12/02/02  Londyn – Astoria
- 16/02/02  Tilburg – 013
- 17/02/02  Hamburg – Grosse – Freiheit
- 18/02/02  Berlin – Columbiahalle
- 19/02/02  Kopenhaga – Vega
- 21/02/02  Sztokholm – Arean
- 22/02/02  Oslo – John Dee
- 23/02/02  Malmö – KB
- 25/02/02  Kolonia – Palladium
- 26/02/02  Kolonia – Kultkomplex Cafe – Eins Live (Radio koncert)
- 27/02/02  Stuttgart – Longhorn
- 28/02/02  Mediolan – Rainbow – MTV
- 03/03/02  Offenbach – Stadthalle
- 04/03/02  Zurych – Stadthalle Bulach
- 05/03/02  Wiedeń – Pepsi Music Club
- 09/03/02  Paryż – La Boule
- 10/03/02  Bruksela – Au Botanique
- 11/03/02  Amsterdam – Melkweg
- 13/03/02  Wolverhampton – Wulfrun Hall
- 14/03/02  Glasgow – Barrowlands
- 15/03/02  Manchester – The University
- 16/03/02  Londyn – Shepherd’s Bush Empire
- 18/03/02  Monachium – Colosseum

### Ameryka Północna
- III Etap: 4 kwietnia – 18 maja 2002

- 04/04/02  Roseville – Arkansas Tech University
- 05/04/02  Ruston – Thomas Assembly Center
- 06/04/02  Mississippi State – Mississippi State UNIV
- 08/04/02  College Station – Texas A & M University
- 09/04/02  Norman – University of Oklahoma
- 11/04/02  Norman – University of Oklahoma
- 12/04/02  University Heights – John Carroll University
- 14/04/02  St. John’s – Juno Awards “Mile One Stadium
- 16/04/02  East Lansing – Jack Breslin
- 17/04/02  Lexington – University of Kentucky
- 18/04/02  Murray – State University
- 19/04/02  Carbondale – University Arena
- 20/04/02  Champaign – Assembly Hall
- 22/04/02  Buffalo – SUNY
- 25/04/02  Newark – University of Delaware
- 26/04/02  Amherst – Mullins Center
- 27/04/02  Binghamton – SUNY
- 28/04/02  Syracuse – Syracuse University
- 30/04/02  Providence – Johnson & Wales University
- 01/05/02  Richmond – Virginia Commonwealth University
- 04/05/02  Palm Beach – Sunfest
- 13/05/02  Albuquerque – Albuquerque Convention Center
- 14/05/02  Denver – Fillmore Auditorium
- 16/05/02  Nampa – Center Amphitheater
- 17/05/02  Seattle – KeyArena
- 18/05/02  Salem – Salem Armory Auditorium

### Azja
- IV Etap: 24 maja – 25 maja 2002

- 24/05/02  Tokio – MTV VMA's
- 25/05/02  Shinjuku – Liquid Room

### Ameryka Północna
- V Etap: 28 maja – 27 lipca 2002

- 28/05/02  San Francisco – The Warfield
- 29/05/02  Los Angeles – Hollywood Palladium
- 30/05/02  Mesa – Mesa Amphitheatre
- 01/06/02  Dallas – Smirnoff Amphitheatre
- 02/06/02  Spring – Cynthia Woods Pavilion
- 03/06/02  Austin – The Backyard
- 05/06/02  Nowy Orlean – UNO Lakefront Arena
- 06/06/02  Memphis – Mid-South Coliseum
- 07/06/02  Atlanta – Coca-Cola Olympic Property
- 08/06/02  Orlando – Hard Rock Live
- 10/06/02  North Myrtle Beach – House of Blues
- 11/06/02  Portsmouth – Harbor Center
- 12/06/02  Baltimore – Pier Six Concert Pavilion
- 14/06/02  Asbury Park – Convention Hall
- 15/06/02  Wilmington – Kahuna Summerstage
- 18/06/02  Lowell – Tsongas Arena
- 19/06/02  Nowy Jork – Hammerstein Ballroom
- 21/06/02  Darien Lake – Darien Lake Performing Arts Center
- 22/06/02  Saratoga Springs – Saratoga Performing Arts Center
- 24/06/02  Cincinnati – Riverbend Music Center
- 26/06/02  Minneapolis – Target Center
- 28/06/02  Chicago – Aragon Ballroom
- 29/06/02  Cleveland – Nautica
- 30/06/02  Pittsburgh – Amphitheatre – Station Square
- 01/07/02  Berrie – Edgefest – Molson Park
- 02/07/02  Saginaw – Heritage Theatre
- 05/07/02  Saint Louis – UMB Bank Pavilion
- 06/07/02  Bonner Springs – Sandstone Amphitheatre
- 07/07/02  Omaha – Nebraska Raceway Park
- 12/07/02  Regina – Kinsmen Rock'n The Valley
- 13/07/02  Camrose – Stage 13 Festival
- 18/07/02  Billings – Metrapark Arena
- 19/07/02  Cheyenne – Cheyenne Frontier Days
- 20/07/02  Minot – North Dakota State Fair
- 21/07/02  Eau Claire – Country Jam
- 24/07/02  Clarkston – DTE Energy Music Center
- 26/07/02  Noblesville – Verizon Wireless Music Center
- 27/07/02  Latrobe – Rolling Rock Town Festival

### Europa
- VI Etap: 16 sierpnia – 31 sierpnia 2002

- 16/08/02  Weeze – Bizarre Festival
- 17/08/02  Chelmsford – V2002
- 18/08/02  Staffordshire – V2002
- 22/08/02  Leopoldsburg – Pukkelpop
- 23/08/02  Biddinghuizen – Lowlands Festival
- 28/08/02  Wiedeń – 2 Days a Week
- 29/08/02  Hamburg – Stadtpark
- 31/08/02  Konstancja – Rock Am See

### Ameryka Północna
- VII Etap: 5 września – 29 września 2002

- 05/09/02  Blackfoot – Eastern Idaho State Fair
- 06/09/02  Salt Lake City – Utah State Fair
- 07/09/02  Fontana – California Speedway
- 12/09/02  Kearney – Buffalo – County Fairgrounds
- 13/09/02  Hutchinson – Kansas State Fair
- 14/09/02  Sioux Falls – Lyons Fairgrounds
- 15/09/02  Fort Lauderdale – Lockhart Stadium
- 20/09/02  Louisville – Broadbent Arena
- 21/09/02  Antioch – AmSouth Amphitheatre
- 22/09/02  Charlotte – Verizon Wireless Amphitheatre
- 23/09/02  Los Angeles – J. Leno Show
- 24/09/02  Birmingham – Oak Mountain Amphitheatre
- 27/09/02  Huntsville – Big Spring Jam
- 29/09/02  San Antonio – Sunken Gardens Amphitheatre

### Australia, Ameryka Północna
- VIII Etap: 5 października – 25 października 2002

- 05/10/02  Brisbane – ANZ Stadium
- 07/10/02  Sydney – Sydney Olympic Park Sports Centre
- 12/10/02  Melbourne – Colonial Stadium
- 24/10/02  Kamloops – Sport Mart Place
- 25/10/02  Vancouver – Pacific Coliseum

### Europa
IX Etap: 20 listopada – 4 grudnia 2002
- 20/11/02  Hamburg – Sporthalle
- 21/11/02  Amsterdam – Heineken Music Hall
- 22/11/02  Paryż – Zenith
- 23/11/02  Brighton – Centre
- 25/11/02  Sheffield – Arena
- 26/11/02  Newcastle – Telewest
- 28/11/02  Birmingham – NEC
- 29/11/02  Cardiff – CIA
- 01/12/02  Manchester – Evening News Arena
- 02/12/02  Londyn – Wembley Arena
- 02/12/02  Dublin – Point Depot